# Scynax pixinguinha
perereca pixinguinha e uma especie de hylideo nomeada em homenagem a o cantor alfredo da rocha vianna filho ou pelo seu apelido pixinguinha

### descrição
podem medir 2,4 a 28 cm os machos a  3,1 3,8 cm as femeas os os machos podem mudar de cor de dia são cinzas e de noite amarelos 

### distribuiçao
e endemica do brasil foi descoberta no municipio santa teresa